# Klabat
Klabat je dlouhodobě nečinná sopka, nacházející se na prodlouženém konci severního ramene indonéského ostrova Celebes, asi 20 km východně od města Manadao. S výškou 1 995 m je to nejvyšší bod ostrova. Vrchol hory je ukončený kráterem s rozměry 170 × 250 m, v němž se rozkládá kráterové jezero s velmi čistou vodou. Kdy došlo k poslední erupci, není známo. Jediným projevem aktivity jsou fumaroly. Klabat je turisticky vyhledávaným cílem, nicméně celková cesta může zabrat až 8 hodin.